# Johannes Maurach

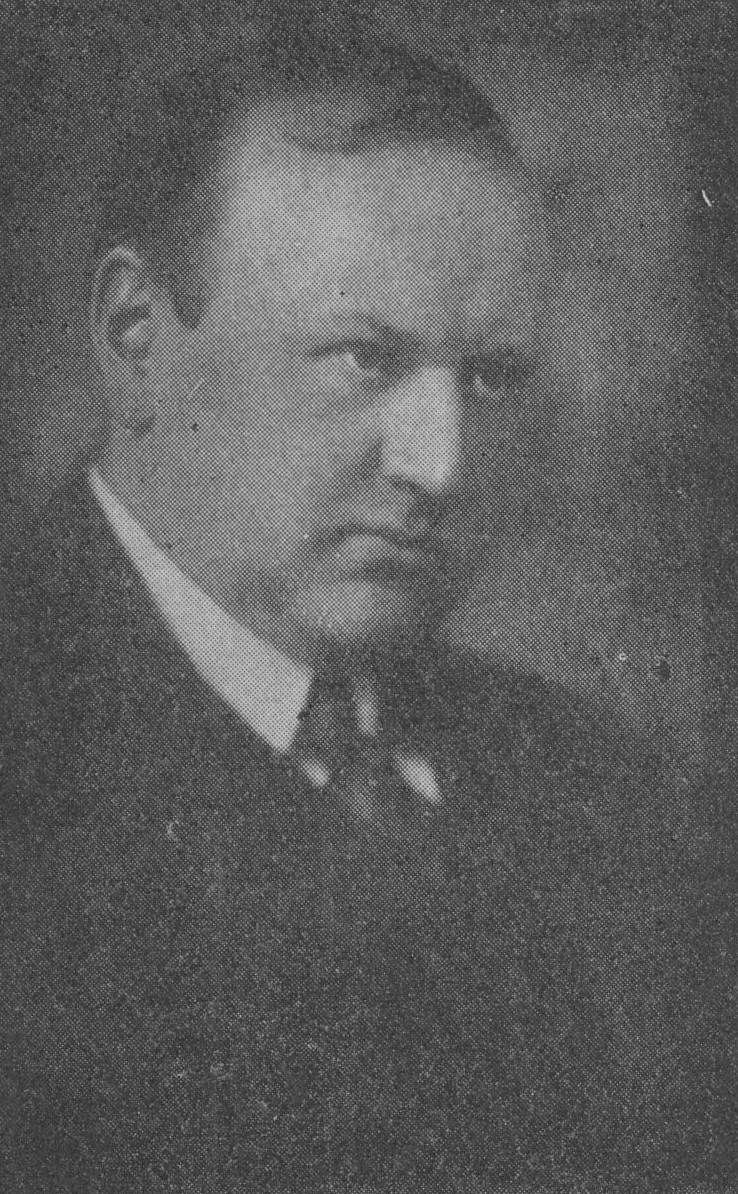
Johannes Maurach, um 1927

Johannes Maurach (* 31. Mai 1883 in Schareyken, Kreis Oletzko, Ostpreußen; † 23. Oktober 1951 in München) war ein deutscher Theaterschauspieler und -regisseur. 

## Leben
Maurach besuchte ein humanistisches Gymnasium in Königsberg, an dem er auch die Abiturprüfung ablegte. Auf Wunsch seiner Eltern studierte er ab 1902 Rechtswissenschaften in Freiburg im Breisgau und trat dort dem Corps Rhenania bei. Ende Oktober 1904 schrieb sich Maurach an der Universität Rostock ein, wo er wenig später auch promoviert wurde. Erst nach seiner Promotion ging er nach München, wo er Musik- und Literaturgeschichte studierte. Bei Emil Milan und Franz Jacobi genoss er Schauspielunterricht. Er lernte den Gründer des Schauspielhauses, der heutigen Kammerspiele, Georg Stollberg kennen, der ihn 1906 an sein Theater holte und zum Regisseur ausbildete. Er übernahm am 1. Januar 1909 das Regensburger Stadttheater und wurde 1912 erster Intendant in Essen, nachdem diese zuvor das Theater in eigener Regie übernommen hatte. Er war danach ab 1918 für kurze Zeit in Straßburg im Elsass, bevor er dies nach Ende des Ersten Weltkrieges als letzter deutscher Intendant verließ und nach Dortmund ging (1919/20 – 21/22). Im Jahr 1922 übernahm er die Städtischen Bühnen in Nürnberg. Dort erfolgte unter seiner Leitung ein systematischer Aufbau der dramatischen Kunst, sowohl in Oper, als auch im Schauspiel. Das alte Stadttheater in Nürnberg wurde 1924 nach seinen Plänen nach beinahe 20 Jahren neu eröffnet. Maurach verließ 1939 nach Differenzen mit dem Nürnberger Gauleiter Julius Streicher die Stadt Nürnberg.
Maurach wurde 1942 als Intendant nach Danzig verpflichtet. Zum Ende des Zweiten Weltkriegs wurde er gezwungen, die Stadt zu verlassen und verlor seinen gesamten Besitz. Er zog nach Berlin und siedelte 1947 in den Westen über. Dort leitete er noch bis 1948 das Theater in Hildesheim. In dem Jahr ging er in den Ruhestand und lebte bis zu seinem Tod nach kurzer Krankheit in München.